# Jean-Noël Augert
Pour les articles homonymes, voir Augert.

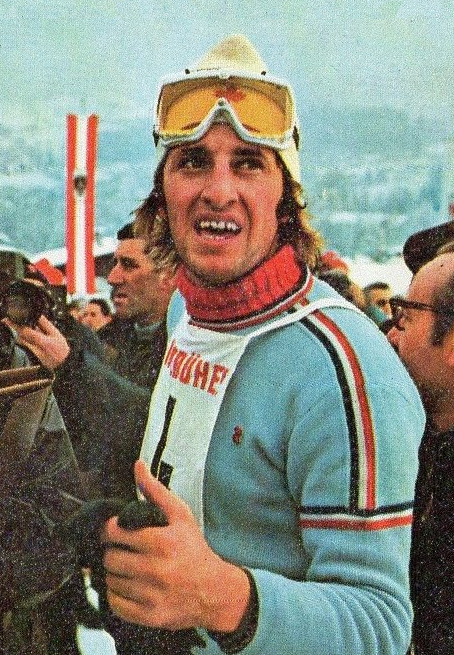
Jean-Noël Augert en 1972.

Jean-Noël Augert, né le 17 août 1949 à Saint-Jean-de-Maurienne, est un skieur alpin français, originaire de la commune savoyarde de Fontcouverte-La Toussuire, champion du monde de slalom en 1970 et resté longtemps le recordman de victoires françaises en slalom avec treize succès en Coupe du monde, dépassé en janvier 2025 par Clément Noël. 

## Biographie
Il possède le plus beau palmarès du ski français en slalom avec un titre de champion du monde en 1970, 3 globes de cristal (1969, 1971 et 1972) et 13 victoires en coupe du monde dans cette spécialité ce qui a fait de lui durant plus de cinquante ans l'unique recordman français dans la discipline, avant d'être rejoint en janvier 2025 par  Clément Noël.   
Sa carrière prend brusquement fin avec son exclusion (ainsi que celle d'Henri Duvillard, Patrick Russel, Roger Rossat-Mignod et les sœurs Ingrid et Britt Lafforgue) de l'équipe de France, décidée à Val-d'Isère en décembre 1973, à quelques mois des championnats du monde de Saint-Moritz, où il faisait figure de favori en slalom. Cette décision qui décapite le ski français des plus grands champions de l'époque, leur a valu par la suite une réhabilitation et des excuses de la part de la Fédération française de ski. 
Il est marié avec l'ancienne skieuse alpine française Françoise Macchi. Il est le cousin germain de Jean-Pierre Augert (membre de l'équipe de France des Jeux olympiques de Grenoble en 1968, champion du monde militaire de slalom géant en 1967), et sa sœur Colette Augert est la mère de Jean-Pierre Vidal (champion olympique de slalom en 2002) et de Vanessa Vidal (championne de France de slalom en 2006).
En 2010, à l'occasion des 40 ans de sa médaille d'or, le Corbier lui a dédié une piste noire.

## Palmarès

### Jeux olympiques d'hiver
| Épreuve / Édition | Descente | Slalom géant | Slalom |
| JO 1972 Sapporo   | —        | 5e           | 5e     |

### Championnats du monde
| Épreuve / Édition         | Descente | Slalom géant | Slalom | Combiné |
| Mondiaux 1970 Val Gardena | —        | Abandon      | Or     | —       |
| JO 1972 Sapporo           | —        | 5e           | 5e     | —       |

### Coupe du monde
- Meilleur résultat au classement général : 2e en 1969
  - Vainqueur de la coupe du monde de slalom en 1969, 1971 et 1972
  - 15 victoires : 2 géants et 13 slaloms
  - 30 podiums

#### Saison par saison
- Coupe du monde 1969 :
  - Classement général : 2e
    - Vainqueur de la coupe du monde de slalom
    - 2 victoires en géant : Adelboden et Åre
    - 1 victoire en slalom : Waterville Valley
- Coupe du monde 1970 :
  - Classement général : 4e
    - 2 victoires en slalom : Lienz et Val Gardena (Championnats du monde)
- Coupe du monde 1971 :
  - Classement général : 4e
    - Vainqueur de la coupe du monde de slalom
    - 5 victoires en slalom : Berchtesgaden, Kitzbühel, Megève, Mürren (Arlberg-Kandahar) et Åre
- Coupe du monde 1972 :
  - Classement général : 4e
    - Vainqueur de la coupe du monde de slalom
    - 2 victoires en slalom : Kitzbühel et Wengen
- Coupe du monde 1973 :
  - Classement général : 7e
    - 3 victoires en slalom : Kitzbühel, Naeba et Heavenly Valley

### Arlberg-Kandahar
- Vainqueur du slalom 1971 à Mürren

### Championnats de France
- Champion de France de Slalom en 1968 et 1970
- Champion de France de Combiné en 1970